# 도심재창조 프로젝트
도심재창조 프로젝트(都心再創造 프로젝트)란 침체된 도심을 재창조하기 위한 사업으로, 서울을 비롯한 각 지자체를 중심으로 추진되고 있다. 2009년 2월 현재 서울시, 대구, 전주 등이 도심재창조 프로젝트를 발표하였다.

## 프로젝트
각 지자체의 도심재창조 프로젝트를 정리하면 다음과 같다.

### 서울시
서울시는 2007년 6월 14일, '도심재창조 프로젝트 마스터 플랜'을 발표하였다.
개요
프로젝트는 서울특별시에서 강북 억제 정책으로 침체되었던 서울 도심에 도심 명소 창출, 녹지축 복원, 역사·문화 자원의 지속적 복원을 통하여 도심을 재개발하려는 정책으로, 청계천변 남북 4대축을 정비하여 그 활력을 도심 전체로 확산시키고자 디자인, 패션 등 신성장 동력산업을 집중 육성하고, 도심의 명소 창출, 녹지축 복원, 역사·문화 자원의 지속적 복원을 통하여 도심을 재창조할 계획이며, 600년간 서울의 중심지였던 강북의 녹지, 전통성 회복, 최첨단 거리 거리 조성 등을 목표로 한다.
사업 내용
서울시는‘도심재창조 프로젝트’의 핵심 사업인‘동대문 운동장 공원화 사업’을 통해 서울의 브랜드 가치를 높이겠다고 밝혔다. 이 사업은 2010년 완료되며, '동대문 디자인 플라자&파크' 등 지역경제 활성화를 도모하는 도시공간 구조개편을 통해 서울시의 경쟁력을 높이고 동시에 디자인 중심도시로서의‘서울의 랜드마크’를 만들 것을 목표로 한다. 현재 이 개발 프로젝트의 최대의 수혜지역은 동대문 시장의 역사인 30년 전통의 흥인·덕운 도매시장으로 예상된다. 사대문안 도심부 및 남산 일대를 대상 범위로 하며, 그 내용은 다음과 같다.
- 600년 고도의 숨결이 느껴지는 도심재창조 프로젝트 : 광화문 광장 조성사업, 북창동 관광특구 테마가로 조성, 세종로 주차장 이용증진을 위한 진입로 및 환경정비
- 전통과 첨단이 어우러진 관광문화축 조성 : 명동~인사동을 연결, 전통문화와 젊음이 넘치는 관광거리로, 명동 ~ 을지로 2가 첨단 유비쿼터스 가로 조성, 북촌 ~ 남산간 조망을 가로막는 낙원상가 정비
- 창경궁, 종묘, 남산을 녹지로 연결, 남북 녹지축 완성 : 세운상가를 녹지축으로, 퇴계로 ~ 남산간 녹지축 복원, 창경궁~종묘간 단절구간 복원
- 대학로, 동대문, 장충단 복합문화 녹지축 조성 : 대학로 ~ 동대문운동장 ~ 남산간 보행체계 정비, 흥인지문 주변지역 녹지광장 및 공원조성
- 다가가기 힘든 남산을 밝고 쾌적한 열린 남산으로 : 경사형엘리베이터 설치, 소월길 보행환경 개선

;비전
- 세계와 만나는 글로벌 서울의 중추로서
- 600년의 역사의 품격과 다양한 문화가 살아 숨쉬는
- 매력과 활력이 넘치는 서울의 도심으로 재창조

목표
- 새롭게 진화하는 도심 : 정체지역 재정비 및 도심기능 확충
- 누구나 찾고 싶은 도심 : 도심명소 재창조로 걷고 싶은 도시 만들기
- 푸른 자연이 있는 도심 : 남북 녹지축의 회복과 남산 접근성 개선
- 역사 전통이 있는 도심 : 역사 문화 자원의 지속적 복원
- 변화와 미래를 선도하는 도심 : 첨단 IT - 유비쿼터스 도시 구축

기타
- 도심재창조 프로젝트 추진 전략
  - 도심 전체 활성화를 통한 통합적 창의적 접근
  - 기존 동서축은 강화하고 새로이 남북축을 정비하여 주변 파급을 통한 재창조 활력 확산 전략

### 대구시
대구광역시는 도심공동화 방지 및 도심특성을 활용한 도시의 경쟁력 제고를 위하여「도심재창조 프로젝트」를 수립 추진한다.
대구시는 현대적인 교통 및 통신인프라의 급격한 발전으로 인구와 산업 활동이 도심지역에서 교외지역으로 이전함에 따라 도심지역은 인구감소, 취약계층의 집중, 주택의 노후화, 도시기반시설 및 환경의 악화 등 도심공동화 문제가 발생함에 따라, 성장하는 교외지역과의 격차를 완화하고 지역간 균형발전을 이루기 위하여 「도심재창조 프로젝트」수립하고자 현재 대구경북연구원(원장 홍철)과 공동으로 연구를 진행하고 있다.

## 참고 문헌
본 문서에는 서울특별시에서 지식공유 프로젝트를 통해 퍼블릭 도메인으로 공개한 저작물을 기초로 작성된 내용이 포함되어 있습니다.